# بناة الروابي

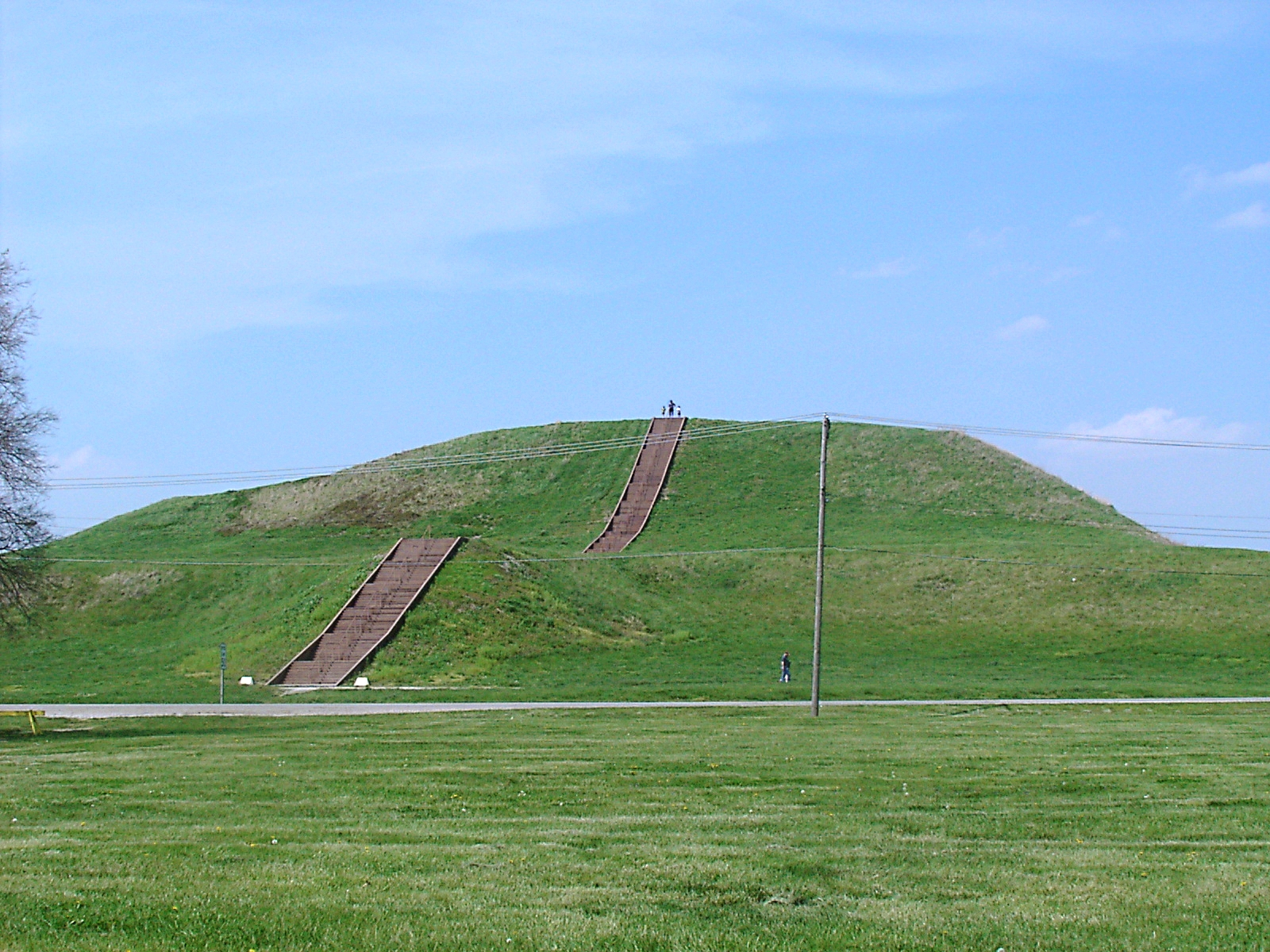
تلال الرهبان، وتقع في مواقع التراث العالمي في كاهوكيا

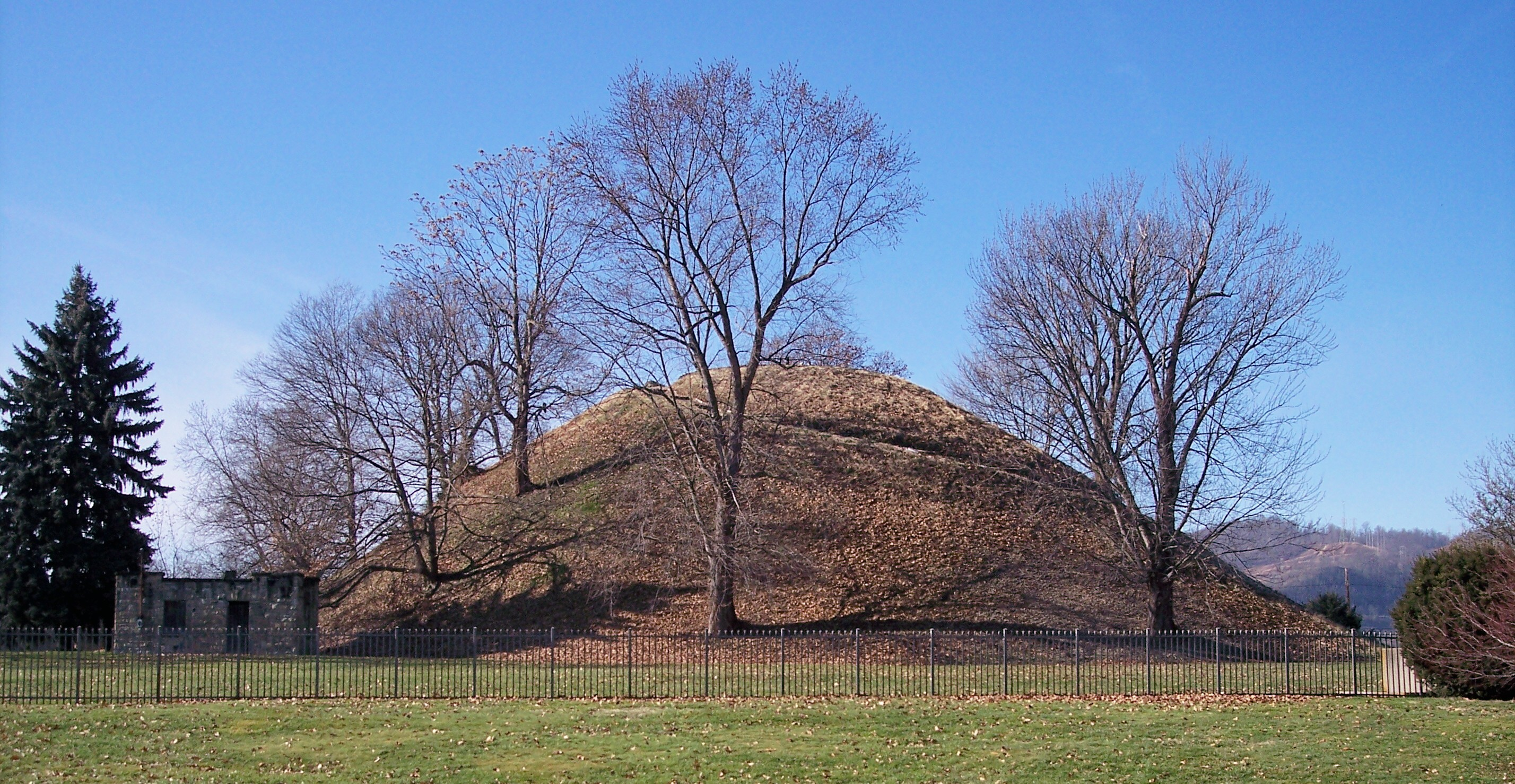
تلة قبر كريك ، وتقع في فيرجينيا الغربية، وهي واحدة من أكبر تلال المخروطية في الولايات المتحدة. وقد بني من قبل حضارة ادينا.

بُناة الرَّوابي من أقدم هنود أمريكا الشمالية، اشتهروا ببناء هضاب (أكوام) تذكارية كبيرة من التربة. وكانوا يقومون ببناء الهضاب لاستخدامها مدافن ومنصات لتشييد المعابد ومساكن للزعماء والرؤساء. ومازالت آلاف الهضاب حتّى الآن في كندا والولايات المتحدة. وقد قام ببنائها العمّال الذين كانوا يحملون التراب والصخور وغير ذلك من المواد. ويعتقد بعض الناس أنه ليس في وسع الهنود تشييد هذه الهضاب الهائلة.
وبناءً على ذلك ظنّوا أنّ الذين قاموا ببنائها سلالة بشرية أخرى اختفت من أمريكا الشمالية، قبل مجيء الهنود الحمر. إلاّ أنّ العلماء عثروا على مصنوعات هندية داخل الهضاب، ممّا يشير إلى أنّ الهنود هم الذين قاموا ببنائها. وهناك نظرية أخرى ترى أن الهنود الحمر تعلّموا بناء الهضاب من الفايكنج الذين كانوا يقومون باستكشاف أجزاء من الشاطئ الشرقيّ لأمريكا الشمالية في القرن الحادي عشر، إلا أنه ثبت أن الهنود بدأوا في بناء الهضاب منذ حوالي 7,000 عام قبل مجيء الفايكنج إلى أمريكا الشمالية بزمان بعيد.

## حضارة هنود أدنا
بدأ هنود أدنا في بناء هضاب ضخمة الحجم في حوالي 700 ق.م في المنطقة التي تعرف الآن باسم جنوبي أوهايو. وعاش هؤلاء الهنود في قرى صغيرة، وكانوا يقومون بصيد الحيوانات والأسماك وجمع النباتات البرية. وربّما قاموا بزراعة مساحات محدودة من الأرض. واتّصف هؤلاء الهنود ببراعتهم في عدد من الحرف مثل الخزف وصناعة الحلي.
قام هنود أدنا ببناء هضاب لاستخدامها مدافن. والكثير من هضاب أدنا أكوام منفردة، وتوجد حفر حول بعضها. وتمكّن هنود أدنا من بناء هذه الأكوام من خلال تجميع الأتربة والصخور وبعض المواد الأخرى فوق المتوفين، وبطبيعة الحال، يزداد حجم الكومة بصفة مستمرّة، كلّما دفن فيها المزيد، ودفن معظم الموتى في قبور بسيطة داخل الأكوام. إلاّ أنّ العادة جرت بدفن زعماء القبائل وذوي المنزلة الرفيعة في مقابر مشيّدة من جذوع الأشجار قبل تغطيتها بالتراب. وتحتوي هذه المقابر على عدد قليل من الهدايا الممنوحة للشخص المتوفّى، ومن بين الهدايا الشائعة غليون مصنوع من الخزف أو الحجر المنحوت.

## حضارة هنود هوْبويلْ
ازدهرت هذه الحضارة في الفترة من القرن الثاني قبل الميلاد إلى القرن السادس الميلادي وشملت المناطق التي تعرف الآن باسم أوهايو وإنديانا وميتشيجان وإلينوي ووسكنسن وأيوا وميسوري. وزرع هؤلاء الهنود العديد من المحاصيل، من بينها الذرة والكوسة. وساعدت الزراعة هنود هوبويل على إعاشة عدد أكبر من الناس من الذين كانوا يقيمون في قرى أدنا، كما قام هنود هوبويل بمد نطاق شبكة تجارية. وكان تجار هوبويل يحصلون على الأصداف وأسنان سمك القرش من المنطقة المعروفة الآن باسم فلوريدا، ويحصلون على حجر الغليون ـ وهو حجر لين يستخدم في صناعة الغلايين ـ من المنطقة التي تعرف الآن باسم مينيسوتا. وحصل هؤلاء الهنود على الزجاج البركاني من منطقة ويومينج، وعلى الفضة من المنطقة التي تعرف الآن باسم أونتاريو.
وكان من الشائع استخدام المواد السابقة لصناعة الهدايا التي تدفن مع الموتى. وكان من عادة هنود هوبويل حرق جثث بعض موتاهم ووضع التراب في الأكوام المخصّصة للدفن. واعتاد هؤلاء الهنود وضع جثمان الموتى أو رمادهم في المقابر المصنوعة من جذوع الأشجار بالكيفية التي كان يتبعها هنود أدينا. وضمّت المقابر العديد من الهدايا، من بينها الخرز والأساور والغلايين والآنية والأدوات والأسلحة، فقد كان الاعتقاد الشائع لدى هنود هوبويل أن روح الميت تستخدم هذه الأدوات في العالم الآخر.

## حضارة هنود المِسِيسيبي
استمرّت هذه الحضارة من القرن الثامن إلى القرن الثامن عشر أي تاريخ وصول المستعمرين الأوروبيين. وتطورّت هذه الحضارة وأصبحت تعرف باسم الجزء الجنوبي من الولايات المتحدة، ووادي نهر المسيسيبي. وقد قام هنود المسيسيبي بتربية الحيوانات وزراعة المحاصيل، كما قاموا بتشييد بعض أقدم المدن في شماليّ أمريكا، وكانت كاهوكيا كبرى المدن فيما يعرف الآن بإلينوي. وبلغ تعداد سكّانها حوالي 40,000 نسمة. ومن المحتمل أنه كانت توجد فيها حكومة على درجة حسنة من التنظيم. ويعد كوم الراهب أضخم الأكوام في كاهوكيا وهو ذو قاعدة أكبر من قاعدة الهرم الأكبر في مصر، ويرتفع كوم الراهب حوالي 30م عن سطح الأرض ويشغل مساحة قدرها 6 هكتارات. ويوجد في كاهوكيا أكثر من 100 كوم. وكثير من هذه الأكوام كان مخصصًا للدفن، واستخدم بعضها الآخر أساساً لمعابد أو منازل مسؤولي المدن. واتبع هنود المسيسيبي العديد من عادات الهنود في المنطقة التي تعرف الآن باسم المكسيك.

## معرض صور

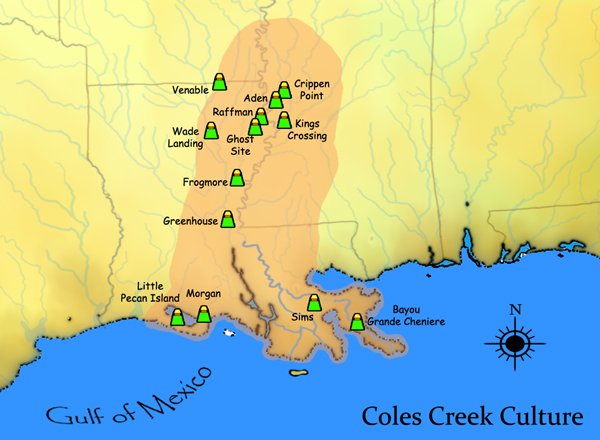
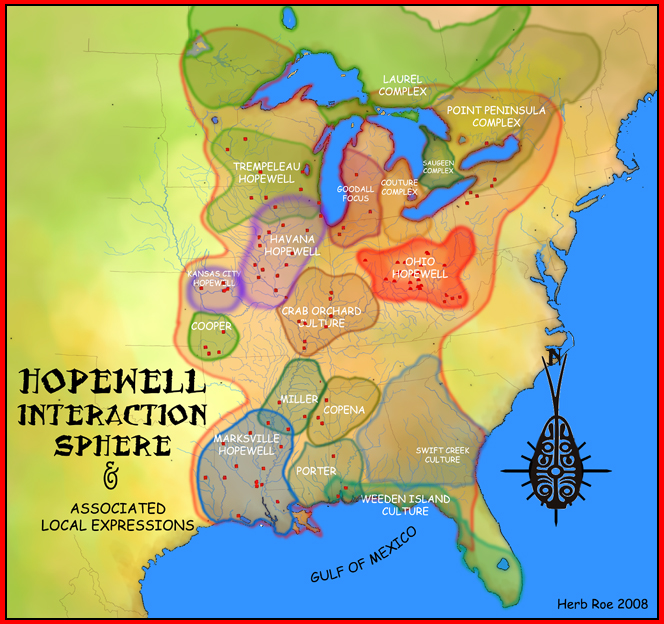
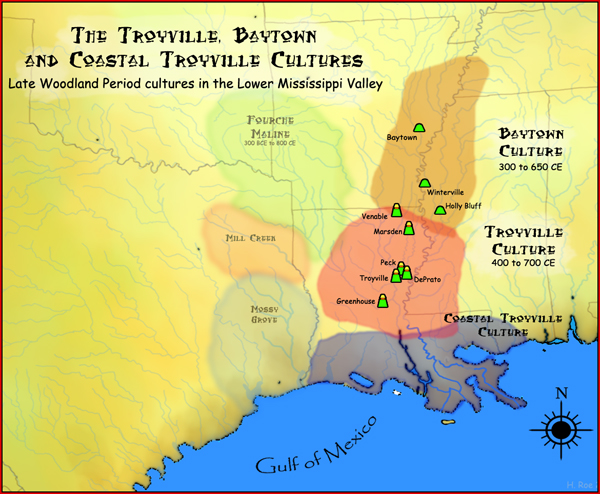
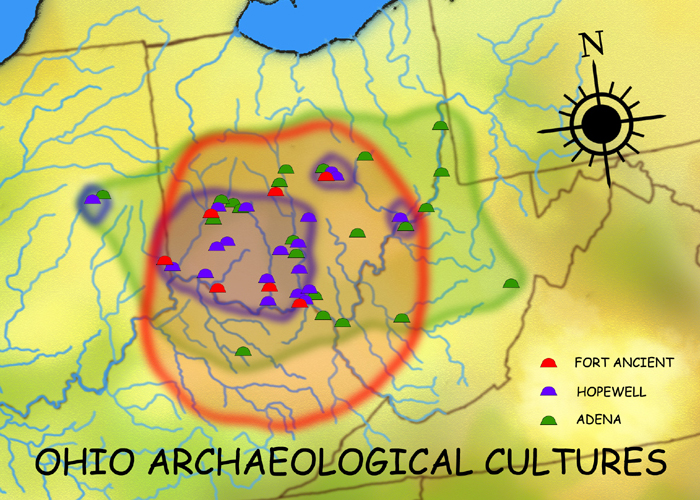

## اقرأ أيضا
- كاهوكيا
- بتروفورم
- جثوة

## مصدر
- بُناة الرَّوابي - موسوعة المورد، منير البعلبكي، 1991